# Mercedes-Benz OM 611/OM 612/OM 613
OM 611 er en firecylindret dieselmotor med commonrailindsprøjtning fra Mercedes-Benz. Motoren blev præsenteret i 1997 i modellen C 220 CDI. Denne artikel omhandler ligeledes motorerne OM 612 og OM 613, som teknisk set er beslægtede med OM 611.

## Teknik

### Generelt
OM 611 er en firecylindret dieselmotor med 2 overliggende knastaksler, som ved hjælp af hydrauliske ventilløftere aktiverer de 16 ventiler. OM 611 blev første gang præsenteret i september 1997 i C-klassen under betegnelsen C 220 CDI. OM 611 har i modsætning til forgængeren OM 604 en 30% højere effekt, 50% større drejningsmoment og 10% lavere brændstofforbrug. Motoren er udstyret med oxidationskatalysator. Da virkningsgraden på den nye motorgeneration blev større, er der ved lave udendørstemperaturer ikke nok varme til at opvarme kabinen tilstrækkeligt. Dette problem blev i CDI II-serien løst med et elektrisk varmeelement og i CDI I-serien med et dieseldrevet varmeelement. Knastakslerne drives af en Duplex-rullekæde.

### Indsprøjtning
Bemærkelsesværdigt er den første brug af commonrail-indsprøjtningssystemet fra Bosch i en Mercedes-Benz-motor. Brændstofforsyningen finder sted gennem en fælles ledning (Common Rail), hvor brændstoftrykket kontinuerligt holdes højt gennem en højtrykspumpe. Gennem ledningen føres brændstoffet ind i de magnetventilstyrede indsprøjtningsdyser, hvor det med et tryk på op til 1.350 bar sprøjtes ind i forbrændingskammeret. Som følge af pilotindsprøjtningen, hvor en mindre brændstofmængde sprøjtes ind i cylinderen og forbrændes inden den egentlige forbrænding, opvarmes forbrændingskammeret, hvorved temperatur- og trykstigningen ved hovedforbrændingen ikke er så voldsom. Dette giver en betydeligt bedre motorgang. I CDI II-serien blev indsprøjtningssystemet udvidet med en højtryksregulering med trykreguleringsventil, en mekanisk brændstoffødepumpe og brændstoftemperaturføler.

### Trykladning
Alle OM 611-motorerne er udstyret med en turbolader med bypassventil (såkaldt Wastegate). Da turboladeren ved stigende motoromdrejningstal på grund af den højere mængde udstødningsgas drives hurtigere, kræver kompressionen mere luft. Dette øger mængden af udstødningsgas yderligere, da turbinen skal køre endnu hurtigere. For at forebygge skader på grund af mekanisk eller termisk overbelastning, er trykladningen nødt til at begrænses. Til dette formål er CDI I udstyret med en bypassventil, som åbner ved et bestemt ladetryk og leder udstødningsgasserne fra turboladeren ind i udstødningstragten. En yderligere stigning i turbinens omdrejningstal udelukkes herved. CDI II er i stedet for turbolader udstyret med VNT-lader (turbolader med variabel turbinegeometri), hvilket betyder at der på udstødningssiden er monteret justerbare, undertryksstyrede turbineblade. Denne teknik fører i det lave omdrejningsområde til en hurtigere opbygning af ladetrykket, som kan bemærkes ved en bedre cylinderfyldning og et højere drejningsmoment. For at køle den varme trykladningsluft ned til en optimal temperatur, er der desuden monteret en intercooler.

### Indsugningstragt
Indsugningstragten er udstyret med indsugningskanalfrakobling. Af de to indsugningskanaler på hver cylinder kan den ene ved lave omdrejningstal afbrydes. Herefter strømmer den indsugede luft nu fuldstændigt gennem den specielt formede anden kanal. Dette fører til en bedre brændstof/luft-blanding og dermed også en bedre forbrænding. På CDI I-serien er indsugningskanalfrakoblingen pneumatisk styret, mens den på CDI II er elektronisk styret samt trinløs. En yderligere nyhed i CDI II var den pneumatisk styrede udstødningsgastilbageføringsventil, som reducerer luftoverskuddet og reducerer temperaturspidserne, inden udstødningsgasserne tilføres den indsugede friskluft. Derved reduceres nitrogenoxidemissionerne og forbrændingsstøjen. Udstødningsgastilbageføringen styres af en varmluftmåler, som muliggør en præcis analyse af den indsugede luftmasse.

## Femcylinder OM 612 og sekscylinder OM 613
Sideløbende med OM 611 blev serierne OM 612 (femcylinder) og OM 613 (sekscylinder) udviklet og danner sammen med den firecylindrede OM 611 en motorserie. Derved har motorerne samme slagvolume pr. cylinder og er rækkemotorer. Alle motorer af typen OM 612 og OM 613 kommer fra CDI II-serien.
Bemærkelsesværdig er motoren OM 612 DE 30 LA. Denne motor er baseret på OM 612 DE 27 LA, men har af AMG fået øget slaglængden for at øge slagvolumet. På grund af den højere effekt og det højere drejningsmoment måtte talrige dele modificeres og tilpasses den øgede belastning. Dermed blev topstykkefastgørelsen forstærket og optimeret og en oliepumpe med større forsyningskapacitet installeret ligesom forstærkede kolber med oliesprøjtekøling. Forglødningssystemet blev modificeret og kunne på grund af en højere forglødningstemperatur forgløde på kortere tid. Tomgangen kunne derved forbedres som følge af en forbedret styring af efterglødeforholdene.
For også ved højere udendørstemperaturer at kunne garantere maksimal effekt og drejningsmoment, var ladeluftkølingen usædvanligt konstrueret: Intercooleren er placeret direkte ved siden af motoren og suppleret med en luft/vand-varmeveksler. Varmen blev sendt ud af bilens front ved hjælp af et separat lavtemperatursvandkredsløb gennem to fra motorkølingen adskilte kølere.

## Tekniske data
| Salgsbetegnelse                                                     | Motortype            | Motorkode    | Effekt                              | Drejningsmoment                                                 | CDI-type   | Byggeår    |
| 4 cylindre                                                          | 4 cylindre           | 4 cylindre   | 4 cylindre                          | 4 cylindre                                                      | 4 cylindre | 4 cylindre |
| ------------------------------------------------------------------- | -------------------- | ------------ | ----------------------------------- | --------------------------------------------------------------- | ---------- | ---------- |
| Slagvolume: 2,1 liter (2148 cm³), boring 88 mm × slaglængde 88,3 mm |                      |              |                                     |                                                                 |            |            |
| Sprinter 208 CDI, 308 CDI, 408 CDI (W 901−904)                      | OM 611 DE 22 LA      | 611.987      | 60 kW (82 hk) ved 3800 omdr./min.   | 200 Nm ved 1400−2600 omdr./min.                                 | CDI I      | 2000−2006  |
| Sprinter 211 CDI, 311 CDI, 411 CDI (W 901−904)                      | OM 611 DE 22 LA      | 611.981      | 80 kW (109 hk) ved 3800 omdr./min.  | 270 Nm ved 1400−2400 omdr./min.                                 | CDI II     | 2000−2006  |
| Sprinter 213 CDI, 313 CDI, 413 CDI (W 901−904)                      | OM 611 DE 22 LA      | 611.981      | 95 kW (129 hk) ved 3800 omdr./min.  | 300 Nm ved 1600−2400 omdr./min.                                 | CDI II     | 2000−2006  |
| C 200 CDI (W/S 202)                                                 | OM 611 DE 22 LA red. | 611.960 red. | 75 kW (102 hk) ved 4200 omdr./min.  | 235 Nm ved 1500−2600 omdr./min.                                 | CDI I      | 1999−2001  |
| C 220 CDI (W/S 202)                                                 | OM 611 DE 22 LA      | 611.960      | 92 kW (125 hk) ved 4200 omdr./min.  | 300 Nm ved 1800−2600 omdr./min.                                 | CDI I      | 1999−2001  |
| C 200 CDI (W/S 203)                                                 | OM 611 DE 22 LA red. | 611.962 red. | 85 kW (115 hk) ved 4200 omdr./min.  | 250 Nm ved 1400−2600 omdr./min.                                 | CDI II     | 2000−2003  |
| C 220 CDI (W/S/CL 203)                                              | OM 611 DE 22 LA      | 611.962      | 105 kW (143 hk) ved 4200 omdr./min. | 315 Nm ved 1800−2600 omdr./min.                                 | CDI II     | 2000−2003  |
| E 200 CDI (W/S 210)                                                 | OM 611 DE 22 LA red. | 611.961 red. | 85 kW (115 hk) ved 4200 omdr./min.  | 250 Nm ved 1400−2600 omdr./min.                                 | CDI II     | 1999−2003  |
| E 220 CDI (W/S/VF 210)                                              | OM 611 DE 22 LA      | 611.961      | 105 kW (143 hk) ved 4200 omdr./min. | 315 Nm ved 1800−2600 omdr./min.                                 | CDI II     | 1999−2003  |
| Slagvolume: 2,2 liter (2151 cm³), boring 88 mm × slaglængde 88,4 mm |                      |              |                                     |                                                                 |            |            |
| Vito 108 CDI (W 638)                                                | OM 611 DE 22 LA red. | 611.980 red. | 60 kW (82 hk) ved 3800 omdr./min.   | 200 Nm ved 1400−2600 omdr./min.                                 | CDI I      | 1999−2003  |
| Vito 110 CDI / V 200 CDI (W 638)                                    | OM 611 DE 22 LA red. | 611.980 red. | 75 kW (102 hk) ved 3800 omdr./min.  | 250 Nm ved 1600−2400 omdr./min.                                 | CDI I      | 1999−2003  |
| Vito 112 CDI / V 220 CDI (W 638)                                    | OM 611 DE 22 LA      | 611.980      | 90 kW (122 hk) ved 3800 omdr./min.  | 300 Nm ved 1800−2500 omdr./min.                                 | CDI I      | 1999−2003  |
| C 200 CDI (W/S 202)                                                 | OM 611 DE 22 LA red. | 611.960 red. | 75 kW (102 hk) ved 4200 omdr./min.  | 235 Nm ved 1500−2600 omdr./min.                                 | CDI I      | 1998−1999  |
| C 220 CDI (W/S 202)                                                 | OM 611 DE 22 LA      | 611.960      | 92 kW (125 hk) ved 4200 omdr./min.  | 300 Nm ved 1800−2600 omdr./min.                                 | CDI I      | 1997−1999  |
| E 200 CDI (W/S 210)                                                 | OM 611 DE 22 LA red. | 611.961 red. | 75 kW (102 hk) ved 4200 omdr./min.  | 235 Nm ved 1500−2600 omdr./min.                                 | CDI I      | 1998−1999  |
| E 220 CDI (W/S 210)                                                 | OM 611 DE 22 LA      | 611.961      | 92 kW (125 hk) ved 4200 omdr./min.  | 300 Nm ved 1800−2600 omdr./min.                                 | CDI I      | 1997−1999  |
| 5 cylindre                                                          |                      |              |                                     |                                                                 |            |            |
| Slagvolume: 2,7 liter (2685 cm³), boring 88 mm × slaglængde 88,3 mm |                      |              |                                     |                                                                 |            |            |
| Sprinter 216 CDI, 316 CDI, 416 CDI, 616 CDI (W 901−905)             | OM 612 DE 27 LA      | 612.981      | 115 kW (156 hk) ved 3800 omdr./min. | 330 Nm ved 1400−2400 omdr./min.                                 | CDI II     | 2000−2006  |
| G 270 CDI (W 463)                                                   | OM 612 DE 27 LA      | 612.965      | 115 kW (156 hk) ved 3800 omdr./min. | 400 Nm ved 1800−2400 omdr./min.                                 | CDI II     | 2002−2006  |
| ML 270 CDI (W 163)                                                  | OM 612 DE 27 LA      | 612.963      | 120 kW (163 hk) ved 4200 omdr./min. | 370 Nm ved 1600−2800 omdr./min. 400 Nm ved 1800−2600 omdr./min. | CDI II     | 1999−2005  |
| C 270 CDI (W/S 203)                                                 | OM 612 DE 27 LA      | 612.962      | 125 kW (170 hk) ved 4200 omdr./min. | 370 Nm ved 1600−2800 omdr./min. 400 Nm ved 1800−2600 omdr./min. | CDI II     | 2000−2003  |
| C 270 CDI (W/S 203)                                                 | OM 612 DE 27 LA      | 612.962      | 125 kW (170 hk) ved 4200 omdr./min. | 400 Nm ved 1800−2800 omdr./min.                                 | CDI II     | 2003−2005  |
| CLK 270 CDI (C 209)                                                 | OM 612 DE 27 LA      | 612.967      | 125 kW (170 hk) ved 4200 omdr./min. | 400 Nm ved 1800−2800 omdr./min. 400 Nm ved 1800−2600 omdr./min. | CDI II     | 2002−2005  |
| E 270 CDI (W/S/VF 210)                                              | OM 612 DE 27 LA      | 612.961      | 125 kW (170 hk) ved 4200 omdr./min. | 370 Nm ved 1600−2800 omdr./min. 400 Nm ved 1800−2800 omdr./min. | CDI II     | 1999−2003  |
| Slagvolume: 3,0 liter (2950 cm³), boring 88 mm × slaglængde 97 mm   |                      |              |                                     |                                                                 |            |            |
| C 30 CDI AMG (W/S/CL 203)                                           | OM 612 DE 30 LA      | 612.990      | 170 kW (231 hk) ved 3800 omdr./min. | 540 Nm ved 2000 omdr./min.                                      | CDI II     | 2002−2004  |
| 6 cylindre                                                          |                      |              |                                     |                                                                 |            |            |
| Slagvolume: 3,2 liter (3222 cm³), boring 88 mm × slaglængde 88,3 mm |                      |              |                                     |                                                                 |            |            |
| E 320 CDI (W/S 210)                                                 | OM 613 DE 32 LA      | 613.961      | 145 kW (197 hk) ved 4200 omdr./min. | 470 Nm ved 1800−2600 omdr./min.                                 | CDI II     | 1999−2003  |
| S 320 CDI (W/V 220)                                                 | OM 613 DE 32 LA      | 613.960      | 145 kW (197 hk) ved 4200 omdr./min. | 470 Nm ved 1800−2600 omdr./min.                                 | CDI II     | 1999−2003  |

1. 1 2 3 4  Med manuelt gear
2. 1 2 3 4  Med automatgear